# Cowlesita
La cowlesita és un mineral de la classe dels silicats, que pertany al grup de les zeolites. Rep el seu nom en honor de John Cowles (1907-1985), originari de Rainier, Oregon, mineralogista aficionat i col·leccionista entusiasta de zeolites.

## Característiques
La cowlesita és una zeolita de fórmula química CaAl₂Si₃O10·6H₂O. Cristal·litza en el sistema ortoròmbic. La seva duresa a l'escala de Mohs es troba entre 5 i 5,5.
Segons la classificació de Nickel-Strunz, la cowlesita pertany a «09.GG - Tectosilicats amb H₂O zeolítica; zeolites sense classificar» juntament amb la mountainita.

## Formació i jaciments
Aquesta espècie ha estat descrita amb els exemplars trobats al llac Monte (Colúmbia Britànica, Canadà), al comtat de Pinal (Arizona, Estats Units), a Goble (Comtat de Colúmbia, Oregon) i al mont Vernon (comtat de Grant, Oregon).